# Antykwariusz (powieść)
Antykwariusz (ang. The Antiquary) – powieść historyczna Waltera Scotta z 1816 roku.
Antykwariusz jest powieścią obyczajową z elementami powieści grozy. Akcja utworu rozgrywa się w 1794 roku w północno-wschodniej Szkocji. Bohater powieści, młody człowiek niepewnego pochodzenia, zakochuje się w córce baroneta, który ma bardzo wysokie mniemanie o swoim rodzie.

## Geneza
Scott napisał Antykwariusza pomiędzy 30 grudnia 1815 roku a połową marca roku następnego. 4 maja 1816 roku powieść ukazała się u Archibalda Constable’a w Edynburgu oraz Longmana, Hursta, Reesa, Orme’a i Browna w Londynie. Pisarz podpisał ją „autor Waverleya”.

## Miejsce i czas akcji
Akcja powieści rozgrywa się w lipcu i sierpniu 1794 roku. Miejscowość stanowiąca centrum akcji powieściowej, Fairport, port morski w północno-wschodniej Szkocji jest wytworem wyobraźni pisarza.

## Treść

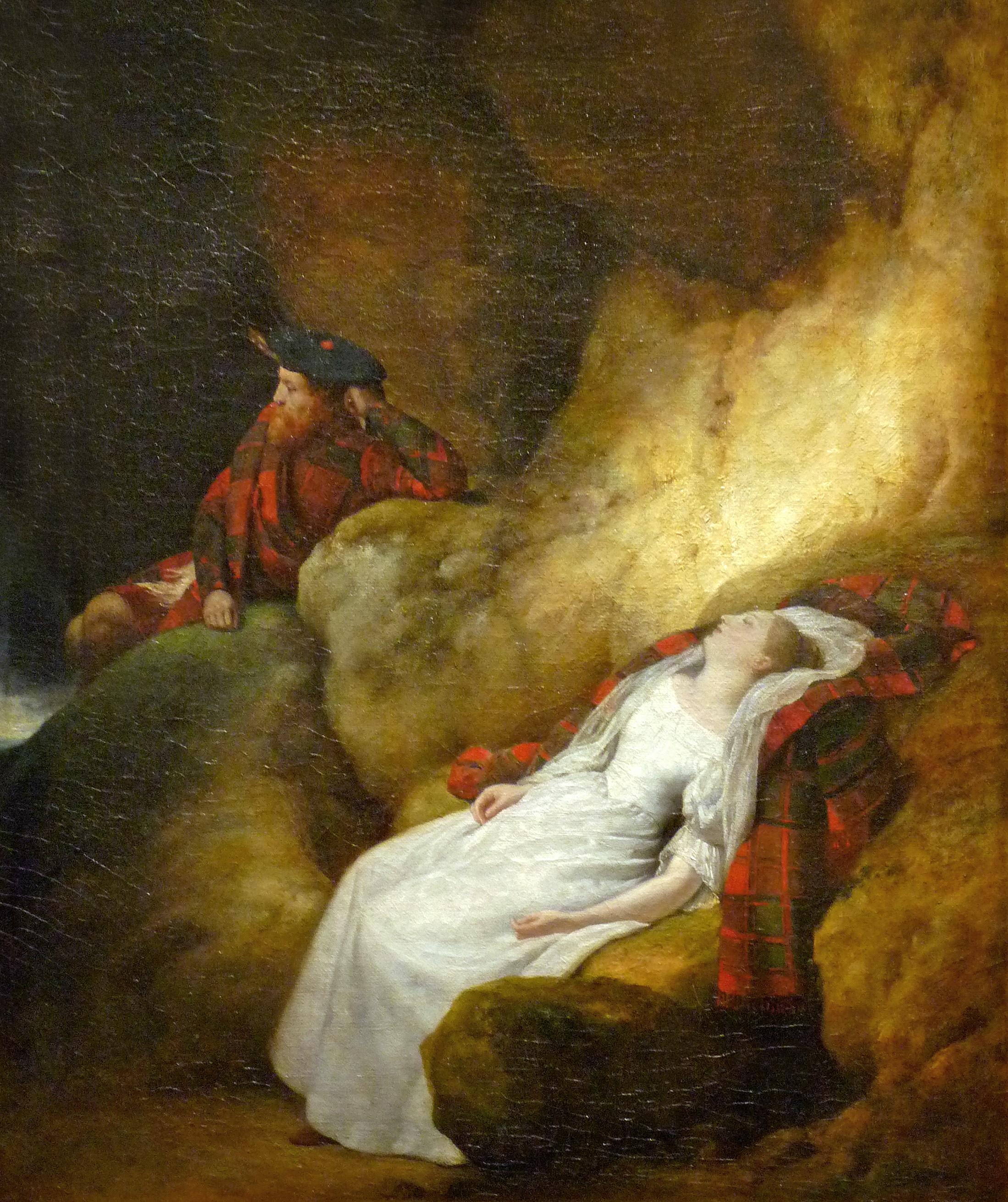
Charles Delaye, Miss Wardour i sir Artur uwięzieni przez fale

### Tajemniczy, młody człowiek
Podróżując przez Szkocję młody Anglik, nazwiskiem Lovel, zawiera znajomość ze starym oryginałem, antykwariuszem (zbieraczem starożytności), Jonatanem Oldbuckiem. Wspólnie udają się do Fairport, nadmorskiej miejscowości w północno-wschodniej Szkocji, gdzie Lovel chce się zatrzymać na pewien czas. Oldbuck, który mieszka niedaleko, zaprasza pewnego wieczoru swego tajemniczego, młodego przyjaciela na proszony obiad, na którym zjawia się też jego sąsiad, sir Artur z córką Izabellą. Lovel poznał Izabellę wcześniej, podczas swego pobytu w hrabstwie York, u swej ciotki. Dziewczyna odrzuciła jego starania, ze względu na mniej niż przeciętne urodzenie młodzieńca, do czego niezwykłą wagę przywiązuje jej ojciec.
Zaskoczeni przez bardzo mocny przypływ u stóp wysokich skał, sir Artur i Izabella zostają uratowani dzięki odwadze Lovela i starego żebraka Ediego Ochiltree oraz pomocy rybaków, Saundersa Mucklebackita i jego syna Steenie.
Noc następującą po tych wypadkach spędza Lovel u swego przyjaciela w Monkbarns, w słynnym, z odwiedzin ducha przodków, Aldobranda Oldbucka, zielonym pokoju. Duch Oldbucka zjawia się we śnie również młodzieńcowi i wskazuje mu na swoją dewizęː Starania zyskują względy. Lovel postanawia zostać w Fairport i nie rezygnować z zabiegów o ukochaną.
W trakcie zwiedzania przez towarzystwo ruin klasztoru świętej Ruty, zjawia się brat Marii, Hektor Oldenbuck, obraża Lovela i wyzywa go na pojedynek. W pojedynku Lovel ciężko rani przeciwnika i musi uciekać.

### Machinacje Dusterswivla

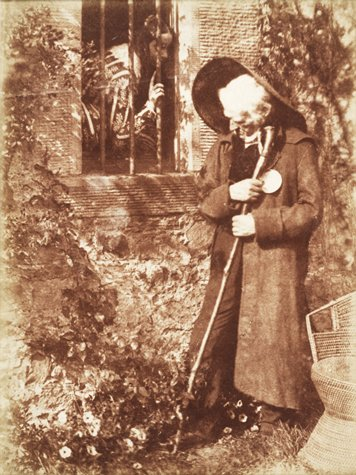
Edie Ochiltree podczas rozmowy z miss Wardour

Oczekując w ukryciu na statek, w towarzystwie Ediego Ochiltree, w ruinach klasztornych jest świadkiem knowań niemieckiego oszusta Dusterwiwla, który próbuje wmówić łatwowiernemu sir Arturowi, przy pomocy okultystycznych rekwizytów (fumaginacji, talerza z wygrawerowaną godziną astralną), że potrafi powierzone mu pieniądze zmienić w skarb, i na oczach obserwujących go odkopuje róg pełen złotych i srebrnych monet. Dusterwiwel wcześniej już wyciągnął od baroneta znaczne pieniądze, łudząc go możliwością zarobku na wydobyciu miedzi.
Chcąc udowodnić sir Arturowi, że nie potrzeba magii o północy, Oldbuck postanawia kopać w ruinach klasztoru w biały dzień i odkrywa skrzynię srebra, o której Dusterwiwel nie miał pojęcia, a która pozwoli sir Arturowi zaspokoić częściowo jego wierzycieli. Edie Ochiltree, pragnąc dać nauczkę oszustowi, przekonuje go, że w ruinach znajduje się również skrzynia pełna złota. Po kilku godzinach nocnego kopania, Dusterwiwel orientuje się, że żebrak zakpił z niego i próbuje go pobić, zostaje jednak zaatakowany i pobity do nieprzytomności przez mężczyznę w czerni, wspólnika Ediego, młodego rybaka Steenie Mucklebackita. Kiedy szarlatan wraca do przytomności jest świadkiem pogrzebu w krypcie kaplicy, Joscelindy, starej hrabiny Glenallan, którą zgodnie z tradycją rodzinną chowają nocą przy świetle pochodni.
Edie i Steenie uciekają do chaty rybackiej Mucklebackitów. Elspeth, babka Steeniego, dowiedziawszy się o śmierci hrabiny, chce uwolnić swoje sumienie od ciążącego na nim brzemienia. Prosi więc Ediego, by udał się do syna zmarłej hrabiny, Williama, nowego hrabiego Glenallan i poprosił go, by przybył do niej. Hrabia żyje samotnie, rozpamiętując śmierć swej ukochanej Eweliny Neville przed 23 laty. Po powrocie do Mucklebackitów Edie zostaje oskarżony przez Dusterswiwla o usiłowanie zabójstwa i kradzież, a następnie uwięziony.

### Sekrety rodziny Glenallan

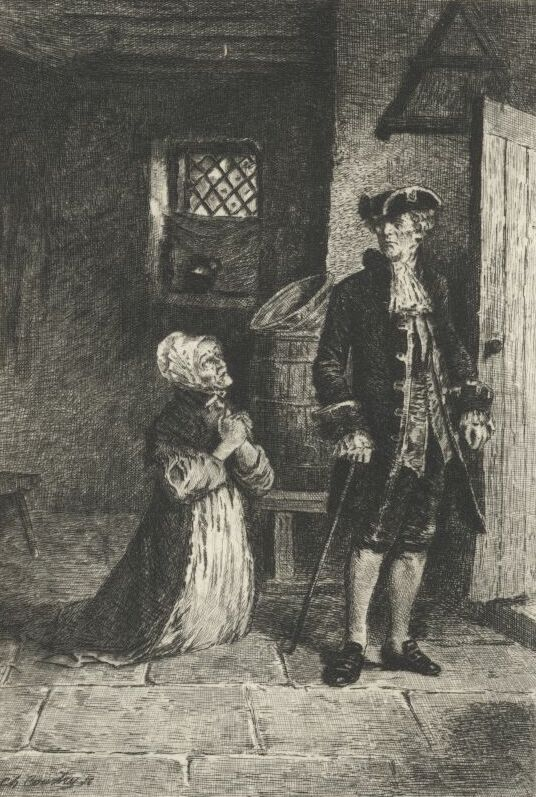
Lord Glenallan i Elspeth Mucklebackit

W dniu pogrzebu Steeniego, który zginął na morzu, hrabia odwiedza Elspeth, która była zaufaną hrabiny. Elspeth wyjawia mu mroczną tajemnicę jego matki.
Hrabina obawiając się, że William może poślubić Ewelinę i zostać jedynym dziedzicem majątku, rozkazała Elspeth zabić Ewelinę. Ta, chcąc się uwolnić od tego zadania, proponuje, by przekonać zakochanych, że są rodzeństwem. Wykorzystując spreparowane dokumenty, fałszywych świadków, przysięgi na Ewangelię, hrabina przekonuje syna, że Ewelina jest córką jego ojca z pierwszego małżeństwa. Nie wie, że młodzi pobrali się przed dziewięciu miesiącami, a Ewelina jest w ciąży. Ewelina popada w obłęd i rzuca się ze skały do morza. Elspeth wydobywa ją z wody i zanosi do swej chaty, gdzie młoda kobieta rodzi syna i umiera w połogu. Hrabina żąda od swej służki zabicia dziecka. Dziecko znika jednak wraz ze służącą Teresą. Oboje nie zostają nigdy odnalezieni.
Hrabia jest wstrząśnięty opowieścią Elspeth. Ewelina nie była jego siostrą. Nie popełnił przestępstwa, żeniąc się z nią. Ma syna i to najprawdopodobniej żyjącego. Oldbuck wyjawia mu, że prowadząc przed laty dochodzenie w tej sprawie odkrył, że Teresa w towarzystwie młodszego brata hrabiego, Edwarda Geraldina, wyjechała do Anglii. Edward niedawno zmarł. William postanawia skontaktować się z zarządcą jego majątku.

### Pogłoska o lądowaniu Francuzów
Tymczasem sprawy sir Artura idą bardzo źle. Komornik Sweepclean i jego pomocnicy zajmują zamek, mimo protestów Hektora Mac Intyre. Sir Artur ma zostać aresztowany. Edie przywozi jednak orzeczenie sądu zawieszające egzekucję należności i pieniądze na zaspokojenie najpilniejszych potrzeb przesłane przez syna sir Artura, Reginalda. Zdemaskowany przez Antykwariusza, Edie przyznaje, że skrzynkę ze srebrem zakopał w ruinach klasztoru, na polecenie Lovela, który chciał w ten sposób pomóc skrycie sir Arturowi.
Wiadomość o zbliżającym się lądowaniu Francuzów stawia na nogi całe Fairport i okolicę. Przybywa również hrabia Glenallan na czele pięciuset zbrojnych. Zebrani czekają na pojawienie się wyznaczonego przez króla dowódcy, majora Neville’a. Okazuje się nim Lovel. Hrabia Glenallan jest zaskoczony uderzającym podobieństwem Neville’a do jego tragicznie zmarłej żony. Z wyjaśnień zarządcy majątku brata dowiaduje się, że jest on jego synem, wychowanym przez Edwarda, który chcąc uniknąć skandalu, wychował chłopca jako swego naturalnego syna. Tak po latach Neville odnajduje swego prawdziwego ojca, a miesiąc później poślubia Izabellę Wardour.

## Osoby

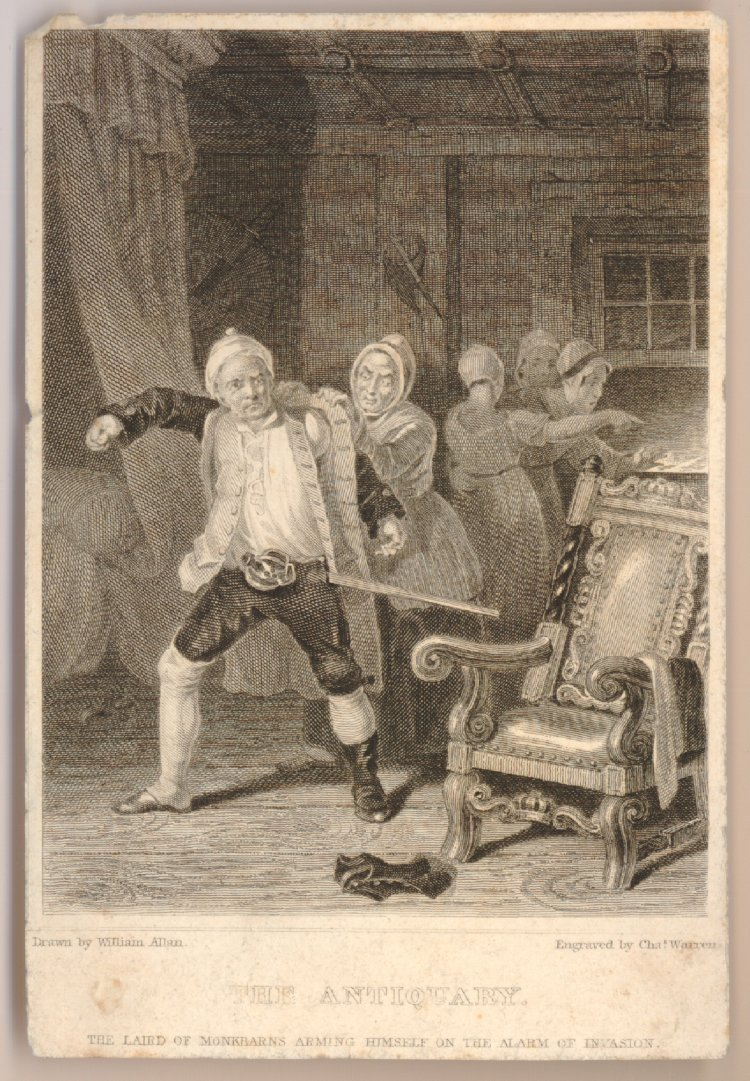
Jonatan Monkbarns

- William Lovel – tajemniczy, młody człowiek, o którym nie wiadomo nic poza tym, że jego ojciec był dżentelmenem z północnej Anglii.
- Jonatan Oldenbuck (lub Oldbuck) – laird Monkbarns, sędzia pokoju, amator starożytności. Jego przodek, Aldobrand Oldenbuck, był jednym z pionierów sztuki drukarskiej w Niemczech. Wygnany z kraju za wydrukowanie traktatu Melanchtona, kupił w Anglii majątek Monkbarns od zrujnowanego lairda. Jonatan, zdobył w młodości znaczną wiedzę o formach nadań feudalnych oraz źródłach i systemie prawa w swoim kraju. Nie chciał jednak nigdy wykorzystać tej wiedzy w celach zarobkowych. Chociaż nie zainteresowany zdobywaniem pieniędzy, był ostrożny w ich wydawaniu. Objąwszy majątek oddał się swojej pasjiː zbieraniu ksiąg i starodawnych przedmiotów. Mniej łatwowierny od swego przyjaciela sir Artura, niejednokrotnie padał ofiarą oszustwa. Zepsuty jak dziecko przez nadskakujące mu, siostrę i siostrzenicę, łatwo wpada w irytację. Chociaż udaje mizogina, ma wiele szacunku dla płci przeciwnej. Ukrywa ranę z młodości, kiedy to zakochał się w trzpiotowatej Ewelinie Neville i został przez nią wyśmiany, upokorzony i porzucony na rzecz Williama, lorda Geraldin, starszego syna hrabiny Glenallan.
- Gryzelda (Grizzy) Oldenbuck – siostra Jonatana.
- Feu Mary – młodsza siostra Jonatana, poślubiła członka starej highlanderskiej rodziny MacIntyre'ów. Jej mąż, oficer zginął we wschodnich Indiach. Ona sama zmarła niedługo potem, powierzając dwoje swoich dzieci opiece brata.
  - Hektor MacIntyre – kapitan, arogancki, porywczy kłótliwy. Kiedy pojawia się w domu swego wuja stoły i krzesła drżą na jego widok. Jego siostra powstrzymywała go jak właściciel swego psa na smyczy, żeby nikogo nie zaatakował.
  - Maria MacIntyre – młoda, ładna, dobrze ubrana, obdarzona zmysłem humoru, charakterystycznym dla całej rodziny Oldenbucków.
- Edie Ochiltree – starzec w niebieskim płaszczu albo żebrak królewski z uprzywilejowanej grupy żebraków. Włosy i broda białe, twarz czerwona, wysoki i szczupły. Dawny żołnierz kompanii Carricka, 42. regimentu walczącego pod Fontenoy. Zachowuje się w sposób niezależny i familiarny zarazem. Lubi wtrącić się do każdej rozmowy. Szczery, lojalny, cierpliwy i dyskretny. Często pojawia się w roli doradcy, posłańca lub powiernika.
- Sir Artur Wardour – baronet pochodzący ze starej arystokratycznej rodziny. Niezbyt lotny. Jego niezwykła łatwowierność staje się przyczyną jego ruiny. Pełen szlacheckich uprzedzeń. Nieszczególnie sobie radzi w trudnych sytuacjach. Sąsiad Oldenbucka. Jak on miłośnik starożytności. Często się z nim kłóci, ale ponieważ nie potrafią żyć jeden bez drugiego, wkrótce się godzą.
- Izabella Wardour – córka sir Artura Wardoura.
- Kapitan Reginald Gamelin Wardour – syn sir Artura Wardoura, służy w armii poza granicami Szkocji.
- Jakub Caxon – fryzjer zajmujący się układaniem trzech ostatnich peruk w parafii. Służy jako kurier i kamerdyner u Antykwariusza, który informuje go o najnowszych plotkach w okolicy.
- Saunders Mucklebackit – stary rybak morski. Mąż Maggie. Dawny przemytnik. Przez lata rybak rodziny Glenallan.Saunders Mucklebackit

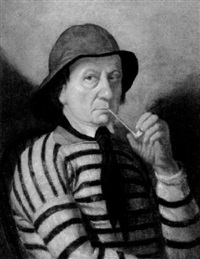
Saunders Mucklebackit

- Maggie Mucklebackit – żona Saundersa, rezolutna sprzedawczyni ryb.
- Steenie Mucklebackit – syn Saundersa i Maggie.
- Herman Dusterwivel – szarlatan niemiecki, agent kopalń Glen Withershins. Gruby, o gęstych brwiach i fałszywym wyglądzie. Mówi o nauce z większą pewnością niż to wynika z jego rzeczywistej wiedzy. Używa okultystycznego żargonu. Na swój sposób zręcznyː ma wystarczające umiejętności, by wyrażać się uczenie i sensownie w towarzystwie osób rozsądnych, natomiast wobec ludzi naiwnych, graweruje srebrny talerz wężem z głową indyka, mówi tylko o sympatiach i antypatiach, kabale, czarodziejskich różdżkach i rękach chwały. Być może postać została zainspirowana przez Rudolfa Ericha Raspego, autora Przygód barona Münchhausena[1].
- Pani Mailsetter – żona poczmistrza w Fairport. Odczytując z koleżankami adresy, a czasem zaglądając do wnętrza kopert, formułuje domysły dotyczące spraw mieszkańców Fairport. Rozpowszechniane przez nią i jej przyjaciółki plotki przybierają wiele wersji zarówno dziwnych jak i sprzecznych.
- Pułkownik Ryszard Taffril – kapitan statku „Search”. Sekundant Lovela w pojedynku z MacIntyre'em.
- Elspeth Mucklebackit – matka Saundersa. Była zaufaną służącą lady Glenallan. Wdowa. Straciła na morzu męża i trzech spośród swych czterech synów. Całymi dniami przędzie. Ma słaby kontakt z otoczeniem. Nie pamięta tego, co przed chwilą do niej mówiono. Znękana wyrzutami sumienia, chce przed śmiercią wyznać swą winę.
- William lord Geraldin – starszy syn lady Glenallan i szlachcica angielskiego, bardzo majętnych katolików. W młodości budził wielkie nadzieje. Złamany wspomnieniem okropnego błędu, który popełnił. Obecnie ponury, poważny, melancholijny, żyje w całkowitym odosobnieniu. W średnim wieku, lecz wyniszczony cierpieniami ciała i duszy. Oczy zapadnięte, policzki blade. Chudy, wycieńczony, wydaje się być cieniem człowieka. Uważa się, że nie jest przy zdrowych zmysłach i że niedługo umrze. Po śmierci matki został hrabią Glenallan.

## Analiza

### Źródła inspiracji
Antykwariusz stanowił ulubioną powieść Scotta. Szukano przyczyn tego stanu rzeczy. Tkwi ona prawdopodobnie w dużej ilości wątków autobiograficznych. Inspiracją dla postaci głównego bohatera stał się dla pisarza jego przyjaciel z dzieciństwa, George Constable, stary kawaler i erudyta, który odkrył przed Scottem Falstaffa i Hotspura w Szekspirowym Henryku IV, i który opowiadał mu o powstaniu jakobickim 1745 roku. Można wszakże w postaci Antykwariusza odnaleźć również rysy samego Scotta, który również w młodości prowadził gorączkowe dysputy na temat rzymskiej przeszłości Szkocji i spierał się co do autentyczności wydanych przez Jamesa Macphersona pieśni Osjana. Być może również, że w młodzieńczym rozczarowaniu Oldbucka Eweliną Neville, pobrzmiewa echo nieszczęśliwej miłości pisarza do Williaminy Belsches.

### Rodzaj powieści
Antykwariusz nie jest jak Waverley powieścią historycznąː akcja utworu rozgrywa się w nieodległej przeszłości (22 lata przed jego wydaniem), nie jest związana z żadnym ważnym wydarzeniem historycznym i nie pojawia się w niej żadna ważna postać z ówczesnej historii. Książka jest więc bliższa Guyowi Manneringowi niż Waverleyowi. Tłem powieściowych wydarzeń są trudności ekonomiczne i zagrożenie francuską inwazją (którego w tym czasie nie było). Antykwariusz jest raczej powieścią obyczajową. Czytelnik poznaje codzienność szkockiego miasteczka i jego mieszkańcówː właścicieli ziemskich, arystokratów, żebraków, rybaków, fryzjerów, niedyskretne plotki. Autor sięga czasem po środki komediowe (w zabawnych scenach, w opisie zachowań bohaterów), a czasem po elementy powieści gotyckiej (tajemniczy młody człowiek, okropny sekret rodzinny, ukryty skarb, nawiedzony pokój, pogrzeb w krypcie przy świetle pochodni).

### Przyjęcie i późniejsze opinie
Antykwariusz sprzedawał się lepiej niż dwie wcześniejsze powieści Scotta. Reakcja krytyki była równie entuzjastyczna jak wobec Guya Manneringa. Szczególnie chwalono postać Ediego Ochiltree. Wyrażano również zdumienie, że autorowi po dwóch powieściach udało się tak znakomicie odświeżyć warsztat w kolejnej.
Robert Louis Stevenson, sześćdziesiąt cztery lata później, zauważa, że Scott nie mógł wznieść się wyżej, dostrzegając w nim wielkiego artystę, którego wytrącają z obojętności kwestie moralne. Jego zdaniem szekspirowska scena śmierci Elspeth Muckelbackit wznosi się wysoko ponad całą resztą wspaniałego „Antykwariusza”, a także nad wszystkim, co Scott kiedykolwiek napisał.
Współcześnie część krytyków zarzuca powieści, że stanowi niejednolity, niedbale powiązany pakunek. Twierdzą, że melodramatyczna i konwencjonalna intryga nie służy niczemu innemu jak tylko połączeniu mocnych scenː dramatycznego przypływu, pojedynku, nocnego poszukiwania skarbu przez Dusterswiwla, pogrzebu hrabiny przy pochodniach, pogrzebu syna Mucklebackitów. Amerykański krytyk Edgar Johnson broni jedności powieści, wskazując na jej główny temat, który stanowi według niegoː rozpaczliwa walka przeszłości z teraźniejszością. Cierpienie, melancholia i śmieszność są udziałem tych, którzy noszą peruki i zbierają starocie. Tkwią w przestarzałych przesądach, jako więźniowie kultu zmarłych albo dręczeni wyrzutami sumienia. Podczas gdy życie należy do tych, którzy potrafią się oderwać od uścisku przeszłości, zachowując szacunek dla tego, co dobrego przynosi tradycja.

## Polskie wydania powieści
Powieść pod tytułem Antykwaryusz została wydana w języku polskim w roku 1828, w czterotomowym wydaniu, nakładem Franciszka Salezego Dmochowskiego w  tłumaczeniu Emanuela Glucksberga (1802–1870).